# 12513 Niven
12513 Niven este o planetă minoră (asteroid), cu un diametru de 2,476 km, din centura de asteroizi. A fost descoperită pe 27 aprilie 1998 la Prescott Observatory⁠(d) de Paul G. Comba⁠(d) și a fost numită după Ivan M. Niven⁠(d). 
Obiectul prezintă o orbită caracterizată de o semiaxă mare de 2,1521356 UAi, o excentricitate de 0,18, o înclinație de 2,23656 ° în raport cu ecliptica.